# Língua jaicó
O jaicó (ou jaikó, jeicó) é uma língua extinta pertencente ao tronco linguístico macro-jê, falada em Jaicós, Piauí.
67 palavras foram recolhidas por von Martius (1863, p. 143).

## Vocabulário
O vocabulário jaicó de von Martius:
| Português      | Latim                  | Jaicó             |
| -------------- | ---------------------- | ----------------- |
| mulher negra   | aethiopissa            | tacayo            |
| assar          | asso, are              | tiloschung        |
| ouvir          | audio, ire             | uschiegkó         |
| orelha         | auris                  | aischeroh         |
| tio            | avunculus              | iquaté            |
| braço          | brachium               | aepang            |
| breve          | brevis, e              | nohtutudäng       |
| quente         | calidus, a, um         | ijahú             |
| cabelo         | capillus               | grangsché         |
| cabeça         | caput                  | grangblá          |
| céu            | coelum                 | maecó             |
| pescoço        | collum                 | aepurgó           |
| costela        | costa                  | aemantaelä        |
| dente          | dens                   | ayanté            |
| diabo          | diabolus               | pocklaeschü aqälé |
| dia            | dies                   | fipiaco           |
| dedo           | digitus                | aenaenongklang    |
| casa           | domus                  | y(l)rouró         |
| dormir         | dormio, ire            | uhliong           |
| comer          | edo, ere               | tiqua             |
| coxa, fêmur    | femur                  | aecroh            |
| filha          | filia                  | scharrepiú        |
| filho          | filius                 | scharrété         |
| tratado        | foedus, a, um          | nohmĕlĕniheh      |
| folha          | folium                 | arandische        |
| frio           | frigidus a, um         | ohntü(hl)         |
| homem branco   | homo albus             | tipiaeung         |
| homem negro    | homo niger             | tickah            |
| fogo           | ignis                  | ping              |
| jovem          | juvenis                | oopáung           |
| lavar          | lavo, are              | namblú            |
| língua         | lingua                 | aenettá           |
| longo          | longus, a, um          | nohriähniheng     |
| lua            | luna                   | paang             |
| magro          | macer, a, um           | nohnpütü(hl)      |
| peito          | mamma                  | aejussi           |
| mão            | manus                  | aenaenong         |
| mãe            | mater                  | ná                |
| homem          | membr. vir.            | aereng            |
| mulher         | membr. mul.            | aeoaénū           |
| morrer         | morior                 | nong(e)roh        |
| nariz          | nasus                  | aenecopiöh        |
| noite          | nox                    | coco              |
| cair           | occido                 | tiuing            |
| olho           | oculus                 | alepuh            |
| boca           | os, oris               | aingko            |
| pau            | paler                  | já                |
| cuia de cabaça | patera cucurbitina     | ae(e)rû           |
| peito          | pectus                 | aejussi           |
| pé             | pes                    | aepähno           |
| gordo          | pinguis, e             | nohtŏnĭheh        |
| menina         | puella                 | juckqué           |
| linda          | pulcher, a, um         | nohr(l)äniheh     |
| ramo           | ramus                  | arandische        |
| mulato         | semiaethiops (mulatto) | mandattú          |
| sol            | sol                    | chügkrá           |
| irmã           | soror                  | nempiaepiú        |
| estrela        | stella                 | bräcklüh          |
| floresta, mata | sylva                  | oütü              |
| tabaco         | tabacum                | pâeih             |
| terra          | terra                  | chgkü             |
| concha         | trulla                 | cărá              |
| barriga        | venter                 | aepu              |
| vento          | ventus                 | ongkthü           |
| ver            | video, ere             | u(l)epú           |
| umbigo         | umbilicus              | aequakrüng        |
| unha           | unguis                 | aenaenongsiaé     |